# Prémio Pulitzer de Ficção
O Prémio Pulitzer de Ficção é um dos sete Prémios Pulizter americanos que é entregue anualmente nas áreas da Literatura, Teatro e Música. Reconhece a ficção excepcional de um escritor americano, que lide preferencialmente com a vida americana e que tenha sido publicada no ano precedente. Tal como o Prémio Pulitzer de Romance, este foi um Pulitzers originais, com o programa inaugurado em 1917 com sete prémios, quatro dos quais entregues nesse ano. (Não houve entrega do Prémio de Romance, por isso foi inaugurado em 1918).
Os finalistas são anunciados desde 1980, sendo geralmente dois para além do vencedor.

## Vencedores
Nos 31 anos com o nome "Romance", o prémio foi entregue 27 vezes; nos primeiros 66 anos até 2013 com o  nome "Ficção" 59 vezes. O prémio não foi entregue 11 vezes, incluindo no primeiro ano 1917, nunca tendo sido dividido. Três escritores venceram dois prémios cada na categoria de Ficção: Booth Tarkington, William Faulkner, e John Updike.

### 1910s
- 1917: não houve entrega do prémio
- 1918: His Family  de Ernest Poole
- 1919: The Magnificent Ambersons de Booth Tarkington

### 1920s
- 1920: não houve entrega do prémio
- 1921: The Age of Innocence de Edith Wharton
- 1922: Alice Adams de Booth Tarkington
- 1923: One of Ours de Willa Cather
- 1924: The Able McLaughlins de Margaret Wilson
- 1925: So Big de Edna Ferber
- 1926: Arrowsmith de Sinclair Lewis (prémio recusado)
- 1927: Early Autumn de Louis Bromfield
- 1928: The Bridge of San Luis Rey de Thornton Wilder
- 1929: Scarlet Sister Mary de Julia Peterkin

### 1930s
- 1930: Laughing Boy de Oliver La Farge
- 1931: Years of Grace de Margaret Ayer Barnes
- 1932: The Good Earth de Pearl S. Buck
- 1933: The Store de Thomas Sigismund Stribling
- 1934: Lamb in His Bosom de Caroline Miller
- 1935: Now in November de Josephine Winslow Johnson
- 1936: Honey in the Horn de Harold L. Davis
- 1937: Gone with the Wind de Margaret Mitchell
- 1938: The Late George Apley de John Phillips Marquand
- 1939: The Yearling de Marjorie Kinnan Rawlings

### 1940s
- 1940: The Grapes of Wrath de John Steinbeck
- 1941: não houve entrega do prémio[3]
  - For Whom The Bell Tolls de Ernest Hemingway
- 1942: In This Our Life de Ellen Glasgow
- 1943: Dragon's Teeth de Upton Sinclair
- 1944: Journey in the Dark de Martin Flavin
- 1945: A Bell for Adano de John Hersey
- 1946: não houve entrega do prémio
- 1947: All the King's Men de Robert Penn Warren
- 1948: Tales of the South Pacific de James A. Michener
- 1949: Guard of Honor de James Gould Cozzens

### 1950s
- 1950: The Way West de A. B. Guthrie, Jr.
- 1951: The Town de Conrad Richter
- 1952: The Caine Mutiny de Herman Wouk
- 1954: não houve entrega do prémio
- 1955: A Fable de William Faulkner
- 1956: Andersonville de MacKinlay Kantor
- 1957: não houve entrega do prémio[4]
  - The Voice At The Back Door de Elizabeth Spencer
- 1958: A Death in the Family de James Agee (entrega póstuma)
- 1959: The Travels of Jaimie McPheeters de Robert Lewis Taylor

### 1960s
- 1960: Advise and Consent de Allen Drury
- 1961: To Kill a Mockingbird de Harper Lee
- 1962: The Edge of Sadness de Edwin O'Connor
- 1963: The Reivers by William Faulkner (entrega póstuma)
- 1964: não houve entrega do prémio
- 1965: Os Guardas da Casa (no original The Keepers of the House) de Shirley Ann Grau
- 1966: The Collected Stories of Katherine Anne Porter de Katherine Anne Porter
- 1967: The Fixer de Bernard Malamud
- 1968: The Confessions of Nat Turner de William Styron
- 1969: House Made of Dawn de N. Scott Momaday

### 1970s
- 1970: The Collected Stories of Jean Stafford de Jean Stafford
- 1971: não houve entrega do prémio[5]
- 1972: Angle of Repose de Wallace Stegner
- 1973: The Optimist's Daughter de Eudora Welty
- 1974: não houve entrega do prémio[6]
  - Gravity's Rainbow de Thomas Pynchon
- 1975: The Killer Angels de Michael Shaara
- 1976: Humboldt's Gift de Saul Bellow
- 1977: não houve entrega do prémio[7]
  - A River Runs Through It de Norman MacLean
  - Roots de Alex Haley (Prémio Pulitzer especial)
- 1978: Elbow Room de James Alan McPherson
- 1979: The Stories of John Cheever de John Cheever

### 1980s
Os registos a partir daqui incluem os finalistas listados após o vencedor de cada ano. .
- 1980: The Executioner's Song de Norman Mailer
  - Birdy de William Wharton
  - The Ghost Writer de Philip Roth
- 1981: Brasil: Uma Confraria de Tolos / Portugal: Uma Conspiração de Estúpidos de John Kennedy Toole (entrega póstuma)
  - Godric de Frederick Buechner
  - So Long, See You Tomorrow de William Keepers Maxwell Jr.
- 1982: Rabbit Is Rich de John Updike
  - A Flag for Sunrise de Robert Stone
  - Housekeeping de Marilynne Robinson
- 1983: The Color Purple de Alice Walker
  - Dinner at the Homesick Restaurant de Anne Tyler
  - Rabbis and Wives de Chaim Grade
- 1984: Ironweed de William Kennedy
  - Cathedral de Raymond Carver
  - The Feud de Thomas Berger
- 1985: Foreign Affairs de Alison Lurie
  - I Wish This War Were Over de Diana O'Hehir
  - Leaving the Land de Douglas Unger
- 1986: Lonesome Dove de Larry McMurtry
  - The Accidental Tourist de Anne Tyler
  - Continental Drift de Russell Banks
- 1987: A Summons to Memphis de Peter Taylor
  - Paradise de Donald Barthelme
  - Whites de Norman Rush
- 1988: Amada (Beloved) de Toni Morrison
  - Persian Nights de Diane Johnson
  - That Night de Alice McDermott
- 1989: Breathing Lessons de Anne Tyler
  - Where I'm Calling From de Raymond Carver

### 1990s
- 1990: The Mambo Kings Play Songs of Love de Oscar Hijuelos
  - Billy Bathgate de E. L. Doctorow
- 1991: Rabbit at Rest de John Updike
  - Mean Spirit de Linda Hogan
  - The Things They Carried de Tim O'Brien
- 1992: A Thousand Acres de Jane Smiley
  - Jernigan de David Gates
  - Lila: An Inquiry into Morals de Robert M. Pirsig
  - Mao II de Don DeLillo
- 1993: A Good Scent from a Strange Mountain de Robert Olen Butler
  - At Weddings and Wakes de Alice McDermott
  - Black Water de Joyce Carol Oates
- 1994: The Shipping News de E. Annie Proulx
  - The Collected Stories of Reynolds Price de Reynolds Price
  - Operation Shylock: A Confession de Philip Roth
- 1995: The Stone Diaries de Carol Shields
  - The Collected Stories of Grace Paley de Grace Paley
  - What I Lived For de Joyce Carol Oates
- 1996: Independence Day de Richard Ford
  - Mr. Ives' Christmas de Oscar Hijuelos
  - Sabbath's Theater de Philip Roth
- 1997: Martin Dressler: The Tale of an American Dreamer de Steven Millhauser
  - The Manikin de Joanna Scott
  - Unlocking the Air and Other Stories de Ursula K. Le Guin
- 1998: Pastoral Americana (American Pastoral) de Philip Roth
  - Bear and His Daughter: Stories de Robert Stone
  - Underworld de Don DeLillo
- 1999: As Horas (The Hours) de Michael Cunningham
  - Cloudsplitter de Russell Banks
  - The Poisonwood Bible de Barbara Kingsolver

### 2000s
- 2000: Interpreter of Maladies de Jhumpa Lahiri
  - Close Range: Wyoming Stories de Annie Proulx
  - Waiting by Ha Jin
- 2001: The Amazing Adventures of Kavalier & Clay de Michael Chabon
  - Blonde de Joyce Carol Oates
  - The Quick and the Dead de Joy Williams
- 2002: Empire Falls de Richard Russo
  - The Corrections de Jonathan Franzen
  - John Henry Days de Colson Whitehead
- 2003: Middlesex de Jeffrey Eugenides
  - Servants of the Map: Stories de Andrea Barrett
  - You Are Not a Stranger Here de Adam Haslett
- 2004: The Known World  de Edward P. Jones
  - American Woman de Susan Choi
  - Evidence of Things Unseen de Marianne Wiggins
- 2005: Gilead de Marilynne Robinson
  - An Unfinished Season de Ward Just
  - War Trash de Ha Jin
- 2006: March (Brasil: O Senhor March) de Geraldine Brooks
  - The Bright Forever de Lee Martin
  - The March de E. L. Doctorow
- 2007: The Road de Cormac McCarthy
  - After This de Alice McDermott
  - The Echo Maker de Richard Powers
- 2008: The Brief Wondrous Life of Oscar Wao de Junot Díaz
  - Shakespeare's Kitchen de Lore Segal
  - Tree of Smoke by Denis Johnson
- 2009: Olive Kitteridge de Elizabeth Strout
  - All Souls de Christine Schutt
  - The Plague of Doves de Louise Erdrich

### 2010s
- 2010: A Restauração das Horas (Tinkers) de Paul Harding
  - In Other Rooms, Other Wonders de Daniyal Mueenuddin
  - Love in Infant Monkeys de Lydia Millet
- 2011: A Visita Cruel do Tempo (A Visit From the Goon Squad) de Jennifer Egan
  - The Privileges de Jonathan Dee
  - The Surrendered de Chang-Rae Lee
- 2012: não houve entrega do prémio
  - Train Dreams de Denis Johnson
  - Swamplandia! de Karen Russell
  - The Pale King de David Foster Wallace (nomeação póstuma)
- 2013: Jun Do (The Orphan Master's Son) de Adam Johnson
  - What We Talk About When We Talk About Anne Frank de Nathan Englander
  - The Snow Child de Eowyn Ivey
- 2014: O Pintassilgo (The Goldfinch) de Donna Tartt
  - The Son de Philipp Meyer
  - The Woman Who Lost Her Soul de Bob Shacochis
- 2015: Toda Luz que Não Podemos Ver (All the Light We Cannot See) de Anthony Doerr
  - Let Me Be Frank with You de Richard Ford
  - The Moor's Account de Laila Lalami
  - Lovely, Dark, Deep de Joyce Carol Oates
- 2016: O Simpatizante de Viet Thanh Nguyen[8]
  - Get in Trouble: Stories de Kelly Link
  - Maud's Line de Margaret Verble
- 2017: The Underground Railroad: Os Caminhos para a Liberdade (The Underground Railroad) de Colson Whitehead
  - Imagine Me Gone de Adam Haslett
  - The Sport of Kings de C. E. Morgan
- 2018: As Desventuras de Arthur Less (Less) de Andrew Sean Greer 
  - In The Distance de Hernan Diaz
  - The Idiot de Elif Batuman
- 2019: The Overstory de Richard Powers
  - The Great Believers de Rebecca Makkai
  - Lá Não Existe Lá (There There) de Tommy Orange

### 2020s
- 2020: O reformatório Nickel (The Nickel Boys) de Colson Whitehead
  - The Dutch House de Ann Patchett
  - The Topeka School de Ben Lerner
- 2021: The Night Watchman de Louise Erdrich
  - A Registry of My Passage Upon the Earth de Daniel Mason
  - Telephone de Percival Everett

## Vencedores recorrentes
Três pessoas venceram o Prémio Pulizer duas vezes, uma nominalmente em Romance e duas em Ficção.
- Booth Tarkington, 1919, 1922
- William Faulkner, 1955, 1963 (póstumo)
- John Updike, 1982, 1991

Ernest Hemingway foi seleccionado pelos júris de 1941 e 1953, mas foi recusado e não houve entrega do prémio em 1941.